# Altsys
Altsys Corporation — компания-разработчик программного обеспечения, основанная в Техасе Джеймсом Р. фон Эром II. Один из первых разработчиков и издателей программного обеспечения для Apple Macintosh .
Три основных продукта от Altsys для ПК/Macintosh и NeXT были:
- Fontographer для Windows и Mac OS — редактор шрифтов;
- Font-O-Matic для Windows — преобразователь шрифта;
- Virtuoso для NeXT / OpenSTEP и Solaris — векторный редактор (версия была анонсирована и продемонстрирована для Windows NT,[1] но не выпущена).

Самым известным продуктом Altsys был переименованный Virtuoso лицензированный для Aldus Corporation под именем FreeHand  инструмент для векторного рисования, который конкурировал с Adobe Illustrator. Он использовался в течение многих лет, первоначально только на Macintosh, а затем и для Microsoft Windows. Когда Aldus была приобретена Adobe, лицензионное соглашение, заключенное между Altsys и Aldus, не позволило FreeHand участвовать в сделке, поэтому права на публикацию были возвращены Altsys. Altsys также опубликовал Metamorphosis для Macintosh, утилиту для шрифтов.
Altsys была приобретена Macromedia в январе 1995 года. Фон Эр стал крупным акционером Macromedia и вошел в совет директоров Macromedia.

## Внешние ссылки
- Altsys Metamorphosis (недоступная ссылка) Apple Inc. support article, circa 1990
- Softbase - lists whole Altsys software line for Windows